# Fernanda Ramon Tous
Fernanda Maria Ramon Tous, coneguda com a Nanda Ramon, va ser una política mallorquina del PSM.
Va ser vicesecretària general del PSM-Entesa Nacionalista (2004-2012). Durant el mandat 2007-2011 va exercir el càrrec de regidora de Cultura, Joventut i Política Lingüística de l'Ajuntament de Palma, en l'equip de govern municipal del Pacte progressista i nacionalista (PSOE-BLOC-UM durant la primera part del mandat, i més endavant en minoria PSOE-BLOC).
Encapçalà la candidatura conjunta Progressistes per les Illes Balears (PSM-EN, EU, Els Verds i ERC) al Congrés dels diputats a les eleccions a Corts espanyoles de 2004, però no aconseguí l'escó de diputada. Obtingué un total de 40.289 vots: 33.250 a Mallorca, 4.586 a Menorca i 2.139 a les Pitiüses.